# Godalni kvartet Tartini
Godalni kvartet Tartini je slovenski komorni ansambel, ki je bil ustanovljen kot godalni kvartet Slovenske filharmonije, od leta 1990 dalje pa deluje pod imenom slovitega piranskega violinista in skladatelja Tartinija kot Godalni kvartet Tartini. 
Med slovenskimi poustvarjalci komorne glasbe je zasedel vidno mesto. V kvartetu so zbrani izvrstni glasbeniki,  priznani solisti in pedagogi, ki bogato tehnično znanje in glasbene izkušnje posvečajo plemeniti komorni zasedbi godalnega kvarteta. Godalni kvartet Tartini je v svojem štiri desetletja dolgem nastopanju na koncertnih prizoriščih, še zlasti v nizu koncertov iz cikla Večeri komorne glasbe, uspel oblikovati prepričljiv in svež izvajalski pristop tudi v programski smelosti. Svoj »železni« koncertni program tehtno dopolnjuje z ustvarjalnim opusom manj znanih skladateljev in se dognano loteva tudi izvedb godalnih kvartetov iz domače komorne glasbene literature. Z izvrstnimi interpretacijami odkriva vrednost kvalitetnih slovenskih godalnih kvartetov in spodbuja z odličnimi izvedbami domače glasbene ustvarjalce k nastanku novih skladb za godalni kvartet. S posebno pozornostjo Godalni kvartet Tartini vabi k sodelovanju priznane slovenske in tuje glasbenike s čimer izvirno dopolnjuje svoj koncertni repertoar in se hkrati potrjuje kot prožen prilagodljiv komorni ansambel.

## Sodelovanja in nastopi
Tako je Godalni kvartet Tartini sodeloval že z odličnimi glasbeniki kot so na primer Irena Grafenauer, Stanko Arnold, Radovan Vlatković, Gary Karr, Maria Graf, Franco Gulli, Mate Bekavac, Bruno Giuranna in drugi. Vrhunsko poustvarjalnost je kvartet Tartini potrdil s koncerti na prestižnih koncertnih glasbenih prizoriščih: v Barceloni, Benetkah, Buenos Airesu, na Dunaju, v Ženevi, Pragi, Parizu, Salzburgu, Milanu, Münchnu, Torinu itd. 

## Zasedba
Trenutni člani ansambla so:
- Miran Kolbl, violina
- Romeo Drucker, violina
- Aleksander Milošev, viola
- Miloš Mlejnik, violončelo

## Zvočni posnetki
Godalni kvartet Tartini je snemal tudi za številne radijske in televizijske hiše doma in po svetu. Brez dvoma je Godalni kvartet Tartini reprezentativen slovenski komorni ansambel, ambasador slovenske kulture na domačih in tujih koncertnih odrih. Za svoje umetniške dosežke so člani kvarteta Tartini leta 2001 prejeli Nagrado Prešernovega sklada – najvišje državno priznanje na področju kulture.